# Was Ist Das?
Was Ist Das? è l'unico album in studio del cantante italiano Mo-Do, pubblicato nel 1995 dalla Metronome Records in Europa e da Plastika in Italia.

## Tracce
1. Eins, Zwei, Polizei – 5:17 (Mario Pinosa)
2. Hamlet – 4:12 (Claudio Zennaro, Fabio Frittelli)
3. Gema Tanzen – 4:15 (Claudio Zennaro, Fabio Frittelli)
4. Liebes tango – 4:12 (Claudio Zennaro, Fabio Frittelli)
5. Für dich, My Love – 4:54 (Mario Pinosa)
6. Hallo, Mo-Do – 5:06 (Claudio Zennaro, Fabio Frittelli)
7. Super Gut – 5:54 (Fulvio Zafret, Guido Mineo)
8. Das Konzert – 4:52 (Mario Pinosa)
9. Eins, Zwei, Polizei (Reprise) – 2:00 (Mario Pinosa)
10. Super Gut (Remix) – 5:05 (Fulvio Zafret, Guido Mineo)
11. Eins, Zwei, Polizei (Remix) – 7:26 (Mario Pinosa)

## Singoli
| 1994             | Eins, Zwei, Polizei | 1  | 8 | 8  | 1  | 1 | 2 | 5  | 9  | - AUT: Gold - GER: Gold | Was Ist Das? |
| 1994             | Super Gut           | 11 | 1 | 30 | 26 | — | — | 18 | 20 |                         | Was Ist Das? |
| 1995             | Gema Tanzen         | —  | — | —  | —  | — | — | —  | —  |                         | Was Ist Das? |
| 1996             | Sex Bump Twist      | —  | — | —  | —  | — | — | —  | —  |                         | Was Ist Das? |
| "—" Non in chart |                     |    |   |    |    |   |   |    |    |                         |              |